# Проселсхајм
Проселсхајм (њем. Prosselsheim) општина је у њемачкој савезној држави Баварска. Једно је од 52 општинска средишта округа Вирцбург. Према процјени из 2010. у општини је живјело 1.209 становника. Посједује регионалну шифру (AGS) 9679174.

## Географски и демографски подаци
Проселсхајм се налази у савезној држави Баварска у округу Вирцбург. Општина се налази на надморској висини од 269 метара. Површина општине износи 20,0 km². У самом мјесту је, према процјени из 2010. године, живјело 1.209 становника. Просјечна густина становништва износи 60 становника/km².